# Белотеменна овесарка
Zonotrichia leucophrys е вид птица от семейство Овесаркови (Emberizidae).

## Разпространение
Видът е разпространен в Бахамските острови, Канада, Кайманови острови, Куба, Мексико, Сен Пиер и Микелон, САЩ и Търкс и Кайкос.